# جون أغسطس كونولي
جون أغسطس كونولي (بالإنجليزية: John Augustus Conolly)‏ هو عسكري أيرلندي، ولد في 30 مايو 1829 في Celbridge ‏ في جمهورية أيرلندا، وتوفي في 23 ديسمبر 1888 في The Curragh ‏ في جمهورية أيرلندا.